# 奈良豆比古神社
奈良豆比古神社（ならつひこじんじゃ）は、奈良県奈良市（奈良きたまち）にある神社である。かつては奈良坂春日社と称していた。春日社とも八幡社とも称する。式内社「大和国添上郡 奈良豆比古神社」の後裔社である（天理市の楢神社を奈良豆比古神社の後裔社とする説もあるが、あまり有力視されていない）。

## 祭神
中殿に平城津比古大神（当地の産土神。奈良豆比古神とも）、左殿に春日宮天皇（施基親王、志貴皇子、田原天皇とも）、右殿に春日王（志貴皇子の子）を祀る。
ただし、『式内社考』では中殿が南良春日宮大神（奈良豆比古神）、左殿が春日若宮（天押雲根命）、右殿が矢幡大神（施基親王）としている。

## 歴史
当地は、光仁天皇の父の施基親王（春日宮天皇）が病気療養のために隠居していた奈良山春日離宮の地であり、宝亀2年（771年）、その地に施基親王を祀ったのに始まる。
境内に、かつて「佐保神石」と呼ばれる神石があった。
当社の20年毎の御造替は戦中も欠かさず氏子によって行われ、「奈良阪の氏神さん」と呼ばれて敬愛されている。

## 古木

### 樟の巨樹
本殿裏境内地に樟の巨樹が自生する。
奈良県の天然記念物に指定されている（1951年(昭和26年)11月1日、1977年(同52年)5月20日指定）。
1200年前の、「田原天皇の子、田原太子(春日王)が療養のため、大木茂る平城山の一社(当社)に隠居さる」との伝説を裏付けている。
樹齢1000年余、土際の幹囲約12.8m、目通りの幹囲約7.5m、樹高約30m、枝張り約20m。
地上約7mで南北に2分岐し、更に北枝幹は3m、南枝幹は4mのところで更に2分岐する。

### 児の手柏の切り株
境内に巨大な児の手柏(万葉の樹)の切り株がある。
昭和27年(1952年)枯れたが、小清水卓二によると樹齢1300年にもなろうと評された。

## 祭事
- 翁舞 - 毎年10月8日夜、秋の例祭の宵宮に町内の翁講中によって奉納される。2000年(平成12年)12月27日に重要無形民俗文化財に指定された。

## 文化財

### 重要文化財
- 木造能面癋見（べしみ） 千種（ちぐさ）作 応永二十年二月、千草左衛門大夫作の刻銘がある[5][6]

## ギャラリー
- 一の鳥居
- 二の鳥居
- 樟の巨木
- 手水舎
- 拝殿
- 本殿
- 摂社 辨財天
- 摂社 毘沙門天王
- 摂社 恵比須
- 摂社 石瓶神
- 摂社 福の神